# Cultösaurus Erectus
Cultösaurus Erectus es el séptimo álbum de estudio de Blue Öyster Cult, lanzado por Columbia Records en 1980.
Este disco marcó un regreso del grupo a un sonido más duro, tras "Mirrors"; una vez más el escritor británico Michael Moorcock colaboró con su pluma en un tema: "Black Blade", acerca de la espada del antihéroe Elric de Melniboné, famoso personaje creación del autor.
El disco contó además con la producción del prestigioso ingeniero y productor Martin Birch, quien trabajara con grandes nombres del hard rock y heavy metal internacional, como Iron Maiden, Whitesnake o Deep Purple entre otros; Birch volvería a producir a Blue Öyster Cult en su siguiente álbum, "Fire Of Unknown Origin".
La banda presentó el disco en gira conjunta con Black Sabbath a lo largo de los Estados Unidos, en el denominado "Black & Blue Tour". La ilustración de portada, titulada "Behemoth's World", es obra del artista Richard Clifton-Dey.

## Lista de canciones
Lado A
1. "Black Blade" - 6:34
2. "Monsters" - 5:10
3. "Divine Wind" - 5:07
4. "Deadline" - 4:27

Lado B
1. "The Marshall Plan" - 5:24
2. "Hungry Boys" - 3:11
3. "Fallen Angel" - 3:13
4. "Lips In The Hills" - 4:24
5. "Unknown Tongue" - 3:25

## Personal
- Eric Bloom: voz, guitarra, teclados
- Buck Dharma (Donald Roeser): guitarra, voz
- Albert Bouchard: batería, voz
- Joe Bouchard: bajo, voz
- Allen Lanier: teclados, guitarra